# 堀川 (大阪府)
堀川（ほりかわ）は、かつて大阪府大阪市北区に存在した運河。天満堀川（てんまぼりがわ）とも言う。

## 地理
大川の都島橋下流側から南西へ分岐し、扇町公園の南東縁をかすめ、梅ヶ枝橋跡上流側から南流し、堂島川に合流していた。南流区間では天満を東西に分ける境界でもあった。現在はほぼ全てが埋め立てられ、大部分が阪神高速12号守口線や扇町バイパスの用地に転用されている。

## 歴史
もとは下流側から扇町公園付近まで（南流区間）の入堀だったが、大塩平八郎の乱で天満が壊滅的な被害を受けたため、窮民救済を兼ねて上流側が開削された。
- 1598年（慶長3年） 開削。
- 1838年（天保9年） 延長開削。
- 1968年（昭和43年） 埋立。

## 架かっていた橋
上流から
- 樋之口橋 - 天満橋筋
- 長江橋
- 北辰橋
- 夫婦橋 - 天神橋筋商店街。延長開削以前には夫婦池という池があった。現在の夫婦橋は観光用に建てられたもので、当時の欄干は天神橋4丁目2番地にある地蔵尊脇に保存されている。
- 扇橋 - 天神橋筋
- 梅ヶ枝橋 - 扇町通。埋立後は扇町バイパス梅ヶ枝橋アンダーパスの跨道橋となっている。
- 綿屋橋 - 埋立後は扇町バイパス梅ヶ枝橋アンダーパスの跨道橋となっている。
- 寺町橋 - 寺町通
- 溝側橋
- 堀川橋 - 曽根崎通（国道1号）。埋立後は扇町バイパス堀川橋アンダーパスの跨道橋となっている。
- 天神小橋 - 扇町バイパス堀川橋アンダーパスがまだ浅い位置にあるため、跨道橋とならずに撤去され、道路も寸断されてしまった。
- 樽屋橋
- 菅原橋 - 堺筋
- 樋之上橋
- 太平橋 - 現在、天満堀川抽水所が存在。南側の河川公園に橋の欄干がある。

## 堀川の名を冠した建造物
現存している建造物
- 堀川橋
- 堀川戎神社
- 大阪市立堀川小学校

現存していない建造物
- 堀川監獄（大阪監獄署）1882年設置、1920年堺市へ移転に伴い撤去（現 大阪刑務所）。現在、用地は扇町公園に転用。